# 신라대학교
신라대학교(新羅大學校)는 부산광역시 사상구에 위치한 대한민국의 사립 종합 대학이다. 학부는 여덟 개 단과대학으로 구성되고 대학원은 일반대학원과 교육대학원, 특수대학원(사회복지대학원, 산업융합대학원, 상담치료대학원)으로 구성되어 있다. 학교법인 박영학원이 운영하며, 현재 총장은 허남식이다.
1954년 설립한 부산여자대숙을 모태로 하며 1964년에 개교한 2년제 부산여자초급대학을 시작으로 1970년 4년제 승격, 1992년 종합대학으로의 승격 이후 1997년 남녀공학으로 전환 및 신라대학교로 교명을 변경하였다. 여대숙은 한국전쟁으로 중구 광복동(신창동2가)에 위치하였으나, 이후 연제구 연산동(3만여평)으로 이전하여 운영되었고, 1994년에 사상구 괘법동으로(54만여평) 캠퍼스를 옮겨 현재에 이르고 있다.

## 연혁
신라대학교는 재단법인인 박영학원이 1954년 부산여자대숙을 설립한 데 이어 1964년에 부산여자초급대학을 설립하면서 부산지역 최초의 여성 고등교육기관으로 시작하였다. 5년 후인 1969년에는 4년제 부산여자대학으로 승격하였고, 1992년에는 종합대학인 부산여자대학교로 승격하였다. 그리고 1997년에는 남녀공학으로 전환, 부산광역시 연제구 연산동에서 사상구 괘법동으로 이전하면서 교명을 신라대학교로 변경하였다.

### 설립과 대숙 시절
신라대학교는 일제강점기 부산 지역에서 부산면포합자회사, 부산대동연료공업사, 부산정미제분 등의 기업을 운영하던 박영택이 사재를 털어 설립한 부산 지역 최초의 여성고등교육기관 인 부산여자대숙을 시초로 한다.

#### 박영학원의 설립 계기
설립자인 박영택은 20대 초반 1921년 부산진 ~ 동래 간 도로 확장공사와 1922년 부산부 ~ 온천장 간 운송사업에 참여한 부를 토대로 1924년에 부평동 공설시장에서 면포상회를 개업하였는데, 이를 토대로 상당한 재산을 축적해 부산면포합자회사를 창립하였다. 이 회사를 기반으로 30대 초반에는 현재 초량을 비롯하여 부산진, 연산동 일대에 토지를 매입하게 되었다. 또한 광복 이후인 1946년에는 범일동의 조선방직주식회사 자리에 부산대동연료공장을 차리고, 1950년에는 부산정미제분공장을, 1951년에는 대한산업주식회사와 청과물시장을 설립하는 등 박영택은 일제강점기와 한국전쟁 초반까지 상당한 경제적 기반을 마련하게 되었다.
그런데 박영택은 평소 교육사업에 관심이 많았다. 부산에서 태어났으면서도 일제강점기인 1910년대에 5년제 학교인 목포상업학교를 졸업하였고, 일제강점기 박영택의 아들이 유학하던 일본 강산현의 흥양관중학교를 학부형의 자격으로 시찰하게 되면서 선진적인 고등교육기관에 깊은 인상을 받은 것이다. 이러한 근대교육에 대한 관심은 광복 후 박영택이 자리잡은 부산지역이 임시수도가 되면서 서울에 있는 대학들이 일시로 들어와 대학운영의 실태를 파악할 수 있는 계기를 경험하게 되면서 더욱 강화되었다. 그리하여 삼성의 창업 당시 이병철은 제일제당의 발기인을 모집하면서 공장부지를 제공할 것을 권유하기도 하였고, 한국화약주식회사를 창립할 때에 이종희도 회사 대지를 제공할 것을 제의하였지만 박영택은 평생 모은 재산을 교육사업에 투자하기 위해 모두 거절한 바 있다.
한편 박영택은 1951년 8월에 대한산업주식회사를 설립하게 되는데, 이는 경남공업고등학교와 동주상업학교 등에서 교직에 있던 최두고와의 합자회사로 청과 및 일반 농산물의 중개 및 도매업을 주로 하였다. 그러나 농산물 유통업에 대한 경험이 부족해 1년 만에 자진 폐업하면서 최두고의 요청으로 학교 운영을 구상하게 되고, 1952년 6월 20일 체육사범대학병설 중고등학교를 설치하게 된다. 여기서 박영택은 교사 부지를 제공하여 초대 이사장이 되었고, 최두고는 학교 운영에 전념하는 형태였는데, 1, 2회 졸업생을 배출하면서 합법적인 절차를 밟는 와중 교명 문제로 의견이 맞지 않아 두 사람이 결별하게 되었다. 교명 문제로 박영택이 학교 운영에서 제외되었지만 박영택이 제공했던 부지는 1, 2년 동안 존속하기로 하면서 최두고가 설립하는 학교법인 동성학원의 설립이사가 된다. 그리고 박영택은 박영학원을 설립하여 독자적인 학교를 운영하기로 결심하게 된다.

#### 부산여자대숙의 설립

부산여자대숙의 임시교사 위치

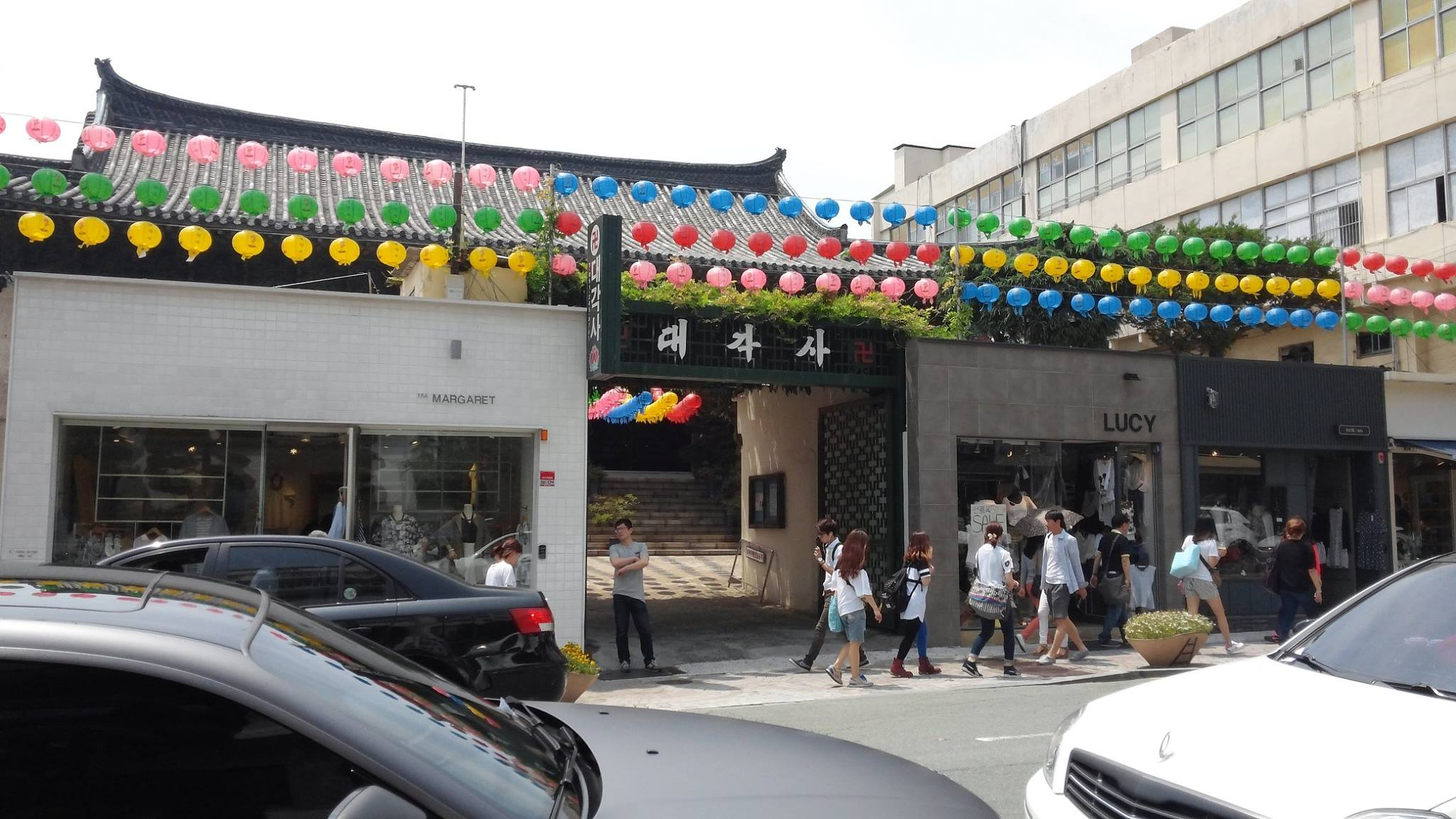
2014년 현재의 광복동 대각사 입구

한편, 1950년대 당시 부산에는 한국전쟁으로 피란 온 대학들이 천막이나 판자 건물을 세워 대학의 설치기준에도 맞지 않는 수업을 진행하고 있었다. 이 중 동국대학교는 부산 신창동 대각사 경내에 가교사를 차려 수업을 진행하고 있었는데, 이와 함께 동국대학교 야간부 분교로 국화여자대숙이 무허가로 운영되고 있었고 부산지역 주위에는 경남여자대숙이 역시 무허가로 학생들을 가르치고 있었다. 당시 국화여자대숙은 김도명을 숙장으로 경영되고 있었고, 재학생이 69명(국문과 15명, 영문과 27명, 상과 27명)에 불과했으며 경남여자대숙은 재학생이 49명(약학과 24명, 보육과 6명, 가정과 6명, 국문과 8명)에 불과한 소규모 학교였다.
이들 학교는 박영학원이 부산여자대숙의 인가를 문교부에 신청할 때 함께 인가를 신청했는데, 김법린 당시 문교부 장관은 국화여자대숙과 경남여자대숙이 재단을 구성하기 어려운 상태이므로 이들을 흡수 ·  통합하는 조건으로 박영학원과 부산여자대숙의 설립인가를 추진하기로 하였다. 즉, 국화여자대숙의 김도명 숙장과 경남여자대숙의 김순태 교무과장이 부산여자대숙의 설립이사가 되고, 또 기존 학교 건물과 학생들을 부산여자대숙이 흡수 ·  통합하는 조건으로 인가 승인토록 합의한 것이다. 이로써 1953년 4월 1일에 재단법인 박영학원과 부산여자대숙의 설립신청서를 문교부장관에게 제출하였고, 1954년 11월 30일부 국화여자대숙과 경남여자대숙의 학생과 서류가 모두 부산여자대숙으로 이관됨으로써 12월 30일에는 실질적인 수업이 시작되었다. 이어서 1955년 2월 16일 부산여자대숙이 정식으로 인가되었다.
이렇게 설립된 부산여자대숙은 대학에 준하는 각종학교 로서, 1955년 2월 16일 문교부로부터 정식 인가받아 운영을 시작하였다. 당시 부산여자대숙은 2년제로 가정과, 보육과, 영문과, 상(경)과 각 50명 정원으로 인가 되었다. 다만 부설기관으로 부산여자대숙 부속유치원이 60명 정원으로 인가되었으나, 대숙 시절에는 실현되지 못했다.
당시 박영택이 소유하고 있던 부산시 연산동 1528번지 일대를 박영학원의 재단 사무실과 부산여자대숙의 교정으로 활용하려 하였는데, 이 토지를 한국전쟁으로 군에 징발 당해 부산시 신창동1가에 위치한 대각사 경내에 가교사를 설치해 수업을 진행하였다. 가교사는 2층 목조건물로, 580평가량이었으며 현재 남포동 시가지에 위치한 곳으로, 한국전쟁 당시 서울대학교 본부가 있었던 동주여자고등학교 맞은편에 위치해 있다.
이후 1955년 12월 16일에 연산동캠퍼스 부지 15,600평과 군용 건물 6동(2,400평)을 군수기지사령부 포로수용소로부터 환수받으면서 1956년 9월 26일에 부산여자대숙을 모두 연산동으로 이전하였다(부산시 연산동 1976번지 일대). 그러나 학교 이전 과정에서 1956년 2월에 신입생 모집을 하지 않았고, 재단의 재산 중 충일고무공업사의 공장이 1956년 1월 2일 화재로 소실되면서 경영상의 어려움이 발생했다. 이에 교사 이전 등 정상적인 학교 운영이 어려워지면서 1957년 9월부터 1962년 5월까지 휴교하게 되었다. 휴교중에는 강의가 이루어지지 못했지만, 대학부지에 계속해서 교사를 신축하였고 휴교중인 1962년 2월에는 대학본부 건물이 완공되어 1962년 5월 20일에 문교부로부터 개학 지시가 하달되었다.

### 초급대학 시절
부산여자대숙은 개학하였으나, 재단 측에서는 각급학교에 불과한 대숙에서 고등교육 기관인 초급대학 으로의 설립을 염두에 두고 있었다. 부산여자대숙 시기인 1954년에는 80만에 불과했던 부산의 인구가 1960년에는 110만으로, 1963년에는 무려 130만 이상으로 폭증했는데, 이러한 이유로 부산, 경남 지역의 여자고등학교 졸업생이 날로 증가하고 있었음에도 여성을 위한 고등교육기관이 지역 내에 전무했기 때문이었다. 또한 부산 지역에 섬유공업, 제조공업 등이 활발하게 성장했기 때문에 실무지도자의 양성이 절실한 시기였기 때문이기도 했다. 따라서 1963년 10월 5일에는 부산여자초급대학 설립준비위원회가 구성되었고, 1963년 11월부로 부산여자(실업)초급대학의 인가승인신청서를 제출하게 되었다.
이러한 신청에 1964년 1월 20일에는 문교부로부터 설립인가서가 하달되었다. 가정과, 보육과, 관광과, 국문과, 영문과 등 5개 과로 구성되며 주/야간으로, 각각 80명씩 총 320명 정원의 2년제 초급대학으로 인가된 것이다. 따라서 1955년 2월 16일자로 인가된 부산여자대숙은 1964년 1월 21일자로 자동 폐교 조치가 내려졌다. 이에 따라 부산여자대숙이 폐교되고, 1964년 3월 1일부로 부산여자초급대학을 새로 설립하게 되었다. 입학식은 3월 10일 실시되었으며, 60년이 지난 현재까지 이 날짜를 신라대학교의 개교기념일로 지정하여 기념하고 있다.
한편, 초급대학은 80명 정원의 보육과가 인가되면서 자체적인 부속유치원을 설립하게 되었는데, 원장 1명과 직원 2명, 정원 40명의 유치원을 우선 실험적으로 운영하면서 준비하기로 하였으며 뒤이어 1967년부터는 부산직할시 교육감의 인가를 받아 합법적으로 운영하게 되었다. 보육과를 졸업한 인원에게는 유치원 2급 정교사 자격증을 수여하였으며, 가정과 등에는 중학교 실기교사 자격증을 수여하였다. 또한 이 시기 도서관이 연산캠퍼스 본관에 도서실로 시작하여 1966년에는 7,191권의 장서를 보유한 도서관으로 개관하기에 이르렀다.
이어서 1964년에는 인기 학과의 하나인 신문방송학과와 상과를 증설 건의하기로 하였다. 따라서 1964년 5월 6일 인가를 신청하였고, 1965년 2월 1일 인가 승인되어 7개 학과로 증원되었다. 또한 신문방송학과의 설치로 교내신문인 부여대학보를 발간하고, 교내 방송실을 설치하는 등 매스미디어 분야의 실습까지 겸하게 되었다.
1967년 9월 5일에는 부일여자중학교를 설립하기 위해 인가신청서를 제출하였다. 이는 부산시 인구의 급격한 팽창과 초등학교 취학 아동의 급증으로 중등 교육기관의 설립이 필요했기 때문이며, 무엇보다도 유치원 교육부터 대학까지의 종합적인 여성교육의 요람지 양성을 목적으로 한 것이었다. 따라서 1967년 10월 28일에는 문교부장관 명의의 인가서가 하달되었으며, 학년당 6학급씩 18학급, 학급당 60명씩 총 1,080명의 여자중학교 설립이 인가되었다. 당초 부산여자초급대학이 위치한 동래구 연산동 1521번지에 함께 설립되기로 하였으나, 학교 부지 내에 수영교차로와 연산교차로를 연결하는 간선도로(현재의 연수로)가 개설되면서 분리되어 동래구 연산동 825-5번지로 변경되었고 1968년 3월 5일 개교하였다.

### 여자대학 시절

부산여자대학교 시절 로고타입

부산여자대숙이 초급대학으로 인가된 지 4년 후인 1967년 5월에 박영학원 이사장은 이사회에서 "현재 이 지역사회를 위하여 초급대학은 4년제 대학으로 승격시켜야 한다"는 제의를 결의사항으로 받아들이면서 4년제 대학으로의 승격이 공식 발표되었다. 그 후인 1967년 11월 8일에 이수응 학장이 연산동 학교 부지에 유치원과 초등학교, 중학교, 고등학교와 초급대학을 병설하는 여자대학을 창설할 계획을 발표하고, 이에 대한 부산여자대학 설립추진위원회가 구성되었다.
이에 1969년 6월 21일에는 부산여자사범대학 설립인가 신청서를 제출하였다. 4년제 대학으로의 승격에 있어 사범대학으로 설립인가를 신청한 것은 여성지도자의 양성을 위한 사범대학의 설립이 시급했다고 여겼기 때문이며, 또한 유치원과 초, 중, 고등학교를 아우르는 학교법인의 목표가 있었기 때문이다. 그러나 설립인가 신청서에는 "만일 사범대학 인가가 부적당할시에는 일반 4년제 대학으로 부산여자대학 설립을 인가하여 주시기 바랍니다"라고 하였으며, 당시 문교부에서는 교원 수급정책을 이유로(4년제 대학에서의 수급 외에 임시양성소 등으로 대량 수급) 사범대학으로 인가하지 않고 4년제 일반대학으로 인가하게 되었다.
1970년 3월 1일 개교토록 인가된 부산여자대학은 4년제 일반대학으로 가정학과(30명), 식품영양학과(30명), 미술학과(30명), 음악학과(20명), 체육학과(30명)의 5개 학과 140명 정원이 인가되었다. 이어서 1972년에는 사범계열 학과인 국어교육과가 30명 정원으로 개설되었으며, 1973년에는 사회교육과(역사전공)가 개설되었다. 또 1975년에는 일어교육과와 사회교육과(지리전공)가 개설되었으며 1976년에는 영어교육과가 개설되고 1979년에 경영학과가 개설되는 등 등 불과 8년 사이에 학년당 정원이 410명(총 학생수 1,360명)으로 대학 출범 당시와 비교해 2.5배 증가하였다. 그러나 경영이나 재정면에서 학생수가 3,000명 이상이 되어야 한다는 판단 아래 학생 증원과 증과 계획을 수립하였으며, 산업미술과와 산업공예과, 무용학과, 사범계열의 상업교육과와 국사교육과의 신설을 계획하였다. 더불어 학과별 정원을 증원하여 문교부에 증원, 증과 인가를 신청하였으며, 문교부에서 해당 증과, 증원안을 그대로 수렴하여 7개 학과의 신설과 80명 증원이 실현되었다. 개설된 16개 학과 중 사범계열 학과가 7개로 개설 학과의 절반을 차지하는 수준이었다.
1981년에는 대학원을 설치하기 위한 서류를 1981년 3월에 제출하여 11월에 국문학과와 식품영양학과의 설치가 인가 되었으며, 최초로 1982년부터 석사과정 대학원생을 모집하게 되었다. 또한 1985년에는 미술학과, 음악학과, 체육학과의 대학원이 증설되었으며, 학부 과정에도 국어국문학과가 설치되는 등 다양한 학과들이 인가, 설치되기 시작하였다.
이 무렵 학생수와 대학 규모의 증가로 연산캠퍼스의 시설규모 및 부지 자체의 협소가 문제가 되었다. 여자대숙의 설립기인 1955년 당시에는 황령산 자락의 공터였던 지역이 이제 도시화가 진행되어 더 이상 교사나 시설 확충이 어렵게 되었기 때문이다. 따라서 구서동 산133 일대의 대지를 매입하여 대학 이전을 계획하였다가 주위가 주거지로 묶여서 실패하였는데, 다시 사상구 괘법동 일대 수백 명의 소유자로 되어 있는 토지를 매입하면서 점차 가시화되었다. 따라서 1985년 5월 7일, 이사회에서는 백양캠퍼스 및 종합대학 승격을 위한 1차 시안을 발표하였고, 1988년 8월 30일에는 백양캠퍼스의 신축 기공식을 열었다. 먼저 1990년경 백양캠퍼스의 미술관이 먼저 준공되어 1991년에 미술계열의 640명의 학생, 18명의 교수와 5명의 직원이 백양캠퍼스로 이전하고, 1992년 자연과학대학이 이전하면서 대학 이전이 본격화되었다.
또한 캠퍼스 이전의 와중에 종합대, 단과대 구분을 없애도록 법률이 변경되고, 교육부에서도 명칭을 변경하게 하여 종합대학으로의 교명 변경을 합의하였으며, 법인 측에 정관 개정을 요구하여 1992년 4월 1일부 종합대학 명칭인 부산여자대학교로 교명을 변경하였다. 그리고 종합대학으로서 단과대학 체제로 편성하기로 하고, 1993년 9월 6일자로 인문대학(8개 학과, 400여명), 자연과학대학(10개 학과, 400여명), 예술대학(5개 학과, 300명), 사범대학(8개 학과, 270명)의 4개 단과대학을 신설할 수 있도록 인가하면서 종합대학으로 승격하게 되었다.

### 현재

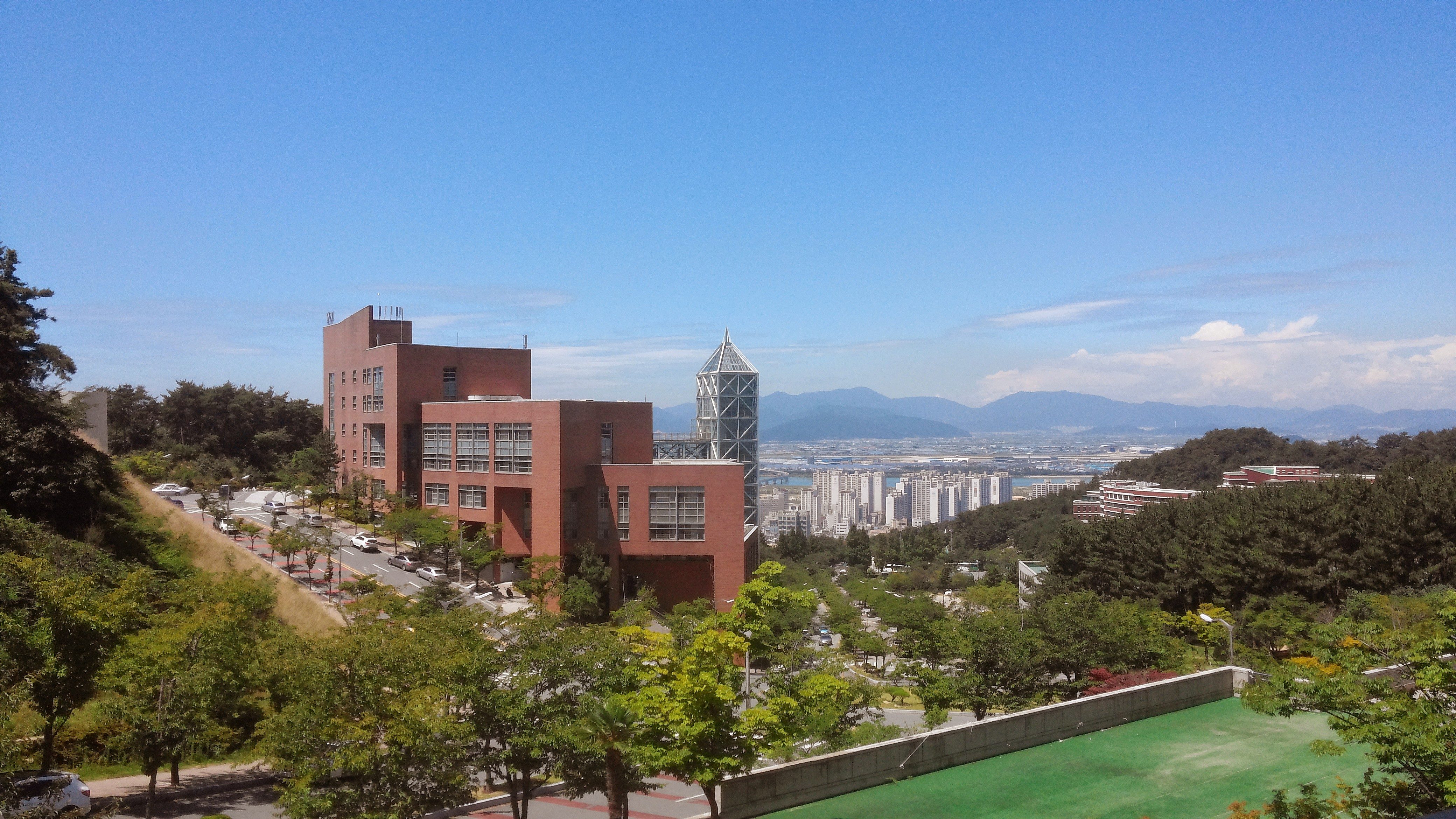
화랑관에서 바라본 공학관 전경

남녀공학 전환 당시까지는 사범대학, 예술대학, 자연과학대학, 인문사회과학대학의 4개 대학으로 구성되었던 체제가 1997년 11월 5일부 경상대학과 공과대학이 추가되어 총 6개 단과대학 체제가 되었다. 이에 따라 인사대 소속이었던 경상학부가 경상대로 소속이 변경되었고, 자연과학대에 있던 건축학과와 주거실내디자인학과, 컴퓨터정보공학부가 공과대로 소속을 변경하였다. 2002년에는 IT디자인대학이 신설되었으며, 공과대학에서 IT 관련 학과가, 예술대학에서 패션, 실내디자인 등 응용디자인 학과가 소속을 변경하였고, 유아교육과가 신설되었다. 2006년에는 간호학과와 물리치료학과가 신설되었으며 경상대학은 상경대학으로, 자연과학대학은 의생명과학대학으로 명칭이 변경되었다. 2015년에는 인문사회과학대학과 의생명과학대학의 일부 학과가 보건복지대학이 신설되면서 소속이 변경되었다.
또한 2002년에 교육부 지방대학 육성사업 재정지원대학에 선정되어 동북아비즈니스센터가 설립되고, 같은 해 교육부 외국인유학생 기숙사 신축, 증축 사업비 지원대학에 선정되면서 외국인 유학생 유치, 해외 대학과의 학술교류가 늘어나게 되었다. 이에 따라 중국 요동대학과 합작대학, 독일 파더본대학 및 중국 청도과학기술대학과의 합작대학을 설립하였으며 영국 웨일즈대학과 학술교류 협정을 맺게 되었다. 특히 2006년부터는 이러한 학술교류가 급증하여 아시아 권역인 중국, 일본, 필리핀, 태국, 말레이시아, 베트남, 캄보디아 등과 연결되었으며, 이 외에 영국, 캐나다, 호주, 터키 등과도 학술교류가 시작되어 학생들의 교류 수학이 원활해졌다.
1999년 3월 18일에는 경상관이 준공되어 경상대학이 입주하여 수업을 진행하게 되었으며, 2001년 12월 7일에는 공학관이 준공되어 공과대학 학생들의 수업 여건이 양호해졌다. 2006년에는 학생회관인 화랑관이 준공되었다. 학생회관의 명칭은 학생들의 인터넷 홈페이지 투표로 선정되었으며, 선정 즉시 명명되었다.

## 상징
학교 상징물로는 용마를 주로 활용한다. 학교 정문에 용마상이 위치하고 있으며, 이와 관련된 용마 문양이 학교 이미지로 활용되고 있다. 용마는 전설 속에 나오는 상상의 말로 옛 신라인들이 상징으로 즐겨 사용하던 것을 차용한 것이다. 상징하는 동물은 독수리이다. 교색은 청색이며, 교색은 교표에 활용되고 커뮤니케이션 마크와 로고에는 주로 초록색을 활용하고 있다. 시내(사상역행)와 시외지역(울산, 창원행)의 무료 통학버스에도 커뮤니케이션 로고 전까지는 청색으로 도색되어 있다가 이후 초록색으로 변경되었다.
여자대학 시절 또 다른 이름으로는 수련(睡蓮)이 주로 활용된 바 있다. 수련은 연산캠퍼스 시절 교내에 수련이 가득한 연못이 있었던 것을 모티브로 한 것이며, 이에 따라 학내 구성원을 수련인으로 칭하거나 교지 이름을 수련으로 부르기도 했다. 이는 이후 백양캠퍼스로 이전한 뒤에도 한동안 활용되었다. 신라대학교로 교명이 변경된 뒤로는 신라인으로 활용하는 등 별칭 없이 교명인 신라를 그대로 활용한다.
로고는 최초 부산여자초급대학 시절 2차례 제정된 바 있으나, 널리 활용되지는 못했고 이후 부산여자대학으로 개편된 뒤 다시 제정하여 널리 활용되었다. 미술학과 조무광 교수가 제작하여 1977년 3월 20일에 공포 되었으며, 대학 상징인 수련을 모티브로 대학교의 大자를 꽃잎과 조화롭게 변형하였고 꽃받침 부분은 부산의 ㅜ자와 Woman(여자)의 W를 형상화하여 제작하였다.
이후 남녀공학인 신라대학교로 개편한 이후에는 로고를 새로이 변경하였는데, 천마도에서 나온 구름문양과 신라의 영문 이니셜인 S를 유려하게 조합하였으며 종합대학교라는 의미의 영문자 U를 결부시켰다. 또한 여자대학 시절부터 활용된 대학교의 大자를 포함하여 정통성을 계속적으로 유지하였다. 2000년대까지는 교표를 로고로 활용하였고, 최근에는 커뮤니케이션 마크를 새로 제작하여 로고로 활용하고 있다.

## 교명
여자대학이었던 1998년 이전에는 부산지역 최초이자 유일한 여자대학으로 부산여자초급대학, 부산여자대학, 부산여자대학교가 차례로 활용되었다. 이후 남녀공학으로 개편되면서 새로운 교명을 정해야 했는데, 교명선정위원회는 교명을 전국 공모하여 2,604건의 응모로 957종의 교명을 제안받았다. 제안받은 교명은 부일대학교(부산 제일의 의미로 159명 응모), 신라대학교(76명), 부영대학교(부산 번영의 의미로 59명 응모) 등이 있었으며 한국대학교, 부산제일대학교, 한민대학교, 낙동대학교, 우주대학교 등이 응모되기도 했다.
이들 교명 중 교명선정위원회는 진취성, 참신성, 친근감, 홍보성, 차별성 등에 중점을 두고 3차례의 회의를 거쳐 부영대학교, 동남대학교, 신라대학교, 부일대학교, 해동대학교 등 11점을 선정했다. 이후 해동대학교가 법인 이사회에서 선정되었으나, 다시 교명선정위원회는 해동대학교가 부정적인 의미를 함축한다고 판단해 이사회에서는 신라대학교를 최종 선정하게 되었다.
신라대학교는 역사상 가장 오래 지속되었고, 찬란한 문화와 함께 국제적인 교류가 활발했던 나라였기에 신라에 지역적, 정신적으로 뿌리를 둔 대학이라는 의미를 나타낸다. 또한 화랑교육을 통해 훌륭한 인재 양성으로 삼국을 통일했던 전통으로 덕업일신 망라사방의 의미를 통해 전통과 진취적인 인재양성의 요람으로 발돋움하고자 하는 명칭으로 적절하다고 판단 한 것이다.
한편 종합대학 이전에 쓰였던 부산여자대학이라는 명칭은 신라대학교로의 교명이 변경된 이후 부산여자전문대학(옛 부산여전)이 활용하였으며, 현재는 여자 종합대학 시절의 명칭인 부산여자대학교로 교명을 다시 변경하여 현재에 이르고 있다. (부산여자대학교 문서 참고)

## 역대 학장·총장
초급대학 이전인 1964년까지는 대숙의 장을 숙장으로 하였으며, 이후 초급대학에서 종합대학으로 승격하기 이전인 1992년까지는 대학의 장을 학장으로 하고, 종합대학 승격 이후 총장으로 승격하여 임명하고 있다. 현재까지는 평교수 이상이 선거권을 가지는 직선제로 총장을 선출하였으나, 다음 치러지는 제7대 총장부터는 직선제가 폐지될 예정이다.
| 역대숙장 | 성명   | 비고             |
| -------- | ------ | ---------------- |
| 제1대    | 김도영 | 1954년 11월 취임 |
| 직무대리 | 김윤주 | 1956년 5월 취임  |
| 제2대    | 박찬현 | 1957년 3월 취임  |
| 제3대    | 박해곤 | 1962년 5월 취임  |
| 역대학장 | 성명   | 비고             |
| 제1대    | 김홍두 | 1964년 2월 취임  |
| 직무대리 | 오형근 | 1965년 7월 취임  |
| 제2대    | 이수응 | 1967년 6월 취임  |
| 제3대    | 오형근 | 1973년 2월 취임  |
| 제4대    | 오형근 | 1977년 4월 취임  |
| 직무대리 | 오형근 | 1979년 10월 취임 |
| 제5대    | 이윤근 | 1981년 4월 취임  |
| 제6대    | 한재금 | 1985년 3월 취임  |
| 직무대리 | 김대륜 | 1987년 8월 취임  |
| 제7대    | 오태균 | 1988년 11월 취임 |
| 역대총장 | 성명   | 비고             |
| 직무대리 | 오태균 | 1992년 4월 취임  |
| 제1대    | 김무남 | 1992년 11월 취임 |
| 제2대    | 김용태 | 1996년 11월 취임 |
| 제3대    | 이병화 | 2000년 11월 취임 |
| 제4대    | 정홍섭 | 2004년 11월 취임 |
| 제5대    | 정홍섭 | 2008년 11월 취임 |
| 제6대    | 박태학 | 2012년 11월 취임 |
| 제7대    | 박태학 | 2016년 11월 취임 |
| 제8대    | 김충석 | 2020년 11월 취임 |
| 제9대    | 허남식 | 2022년 11월 취임 |

## 캠퍼스
신라대학교의 캠퍼스는 본래 연제구 연산동에 자리잡고 있었으나, 교정이 협소하고 도심지로 발달하여 더 이상의 확장이 불가능하여 1994년에 현재의 위치인 사상구 괘법동으로 이전해 왔다. 백양산에 위치한 현재의 캠퍼스는 54만평의 부지로, 약 27만평이 개발된 상태이다.

### 연산동 구캠퍼스
정식 학위가 수여되는 부산여자초급대학의 설립인가 당시까지도 연산동에 위치한 부산여자대숙의 시설을 그대로 인계받아 증축하여 활용하였다. 설립인가 당시에는 황령산 기슭에 교지 20,784평, 군 시설물을 개조한 1관에서 5관까지의 교사 996평(24실), 부일여자중학교 부지와 도서관 건물 일대의 운동장 5,250평 등이 학교 캠퍼스의 전부였다.
연산동에 위치한 캠퍼스는 도서관 건물의 기공이 1962년 4월 1일 시작되면서 조성이 시작되었고, 이후 많은 증축과 함께 조립식 건물인 전시관이 1989년 4월 4일 준공되기까지 약 30여년 간 조성이 이루어졌다. 당시만 해도 황무지와 소로길이 전부였던 지역이었지만 서면과 동래를 잇는 요충지로서 기능하기 시작하면서 연산동 캠퍼스는 도심 속 캠퍼스로 자리잡게 되었다.
연산캠퍼스는 백양캠퍼스로 이전하기 전까지 도서관을 비롯해 총 9개 동에 6,602평의 건물로 구성되어 있었다. 그러나 백양캠퍼스가 조성되면서 1991년 3월에 미술계열의 3개 학과가 이전하였고, 1994년 2월 25일에 음악학과가 최종적으로 이전하면서 연산캠퍼스의 9개 건물은 현재 완전히 해체되었다.

연산캠퍼스 위치

군용으로 징발되었던 연산캠퍼스에는 흙조 군 시설물이 6동이 위치해 있었다. 환수 당시 군에서 인수했던 흙조 군 시설물은 강의실과 유치원, 학생자치실, 기숙사 등으로 활용되었다. 그 외에 연산캠퍼스 조성의 첫 건물인 도서관은 1962년 기공하였으며, 2층 건물로 당초 부산여자대숙과 초급대학의 대학본부로 사용되었던 건물이다. 이어 3층을 증축하여 1966년 3월 10일에 완전히 완공하였으며, 이사장실, 학장실, 교수실, 강당 등으로 사용되다가 마지막에는 도서관 건물로 사용되었다. 이어서 본관은 1967년 9월 17일 기공한 건물로 3층을 목표로 건립하였다가 4층으로 증축하였다. 본관에는 초급대학의 대학본부, 교수실, 강의실을 비롯하여 대강당으로 사용되었다. 또한 4년제 정규대학이 되자 학과사무실과 강의실로 사용되었으며, 1980년대 이후에는 1층과 2층이 대학본부, 강의실, 실험실 등으로 쓰였고 3층은 대강당을 비롯하여 강의실, 교수실, 음악실 등으로 활용되고 4층은 합주실, 인쇄실 등으로 활용되었다. 그리고 교내에 있던 큰 연못을 운동장으로 매축하였다.
4년제 대학으로 승격된 이후 국어교육과와 사회교육과가 설치되는 등 대학 규모가 확장되자 신관 A동, B동, C동 건물을 연차적으로 건립하였다. 최초로 1974년 2월 17일 신관 A동의 기공 후 1985년 10월 2일 신관 C동이 준공되면서 완공되었다. 신관은 5층 규모로, 교수연구실과 강의실,학과사무실로 활용되었다. 또한 신관 건립시에 뒤편에 소건물인 관현악실이 1층 규모로 건립되었는데, 당초 교수식당과 관리실 등으로 활용되다가 관현악실로 재배치되었다. 그리고 체육 관련 학과들의 다양화로 실내체육 공간인 체육관이 1978년 8월 16일 착공하여 1979년 4월 3일 완공되었는데, 체조, 무용, 실내구기 등의 연습장으로 활용되었으며 우천시 각종 행사가 체육관에서 이루어졌다.
가정학과를 비롯한 5개 학과로 4년제 정규대학으로 승격한 1970년대 이후 1979년까지 무려 18개의 학과가 개설되면서 대학 규모가 대폭 확대되었다. 따라서 협소한 공간을 다소나마 해결하기 위해 1층 규모의 콘센트를 임시교사로서 1979년 6월 22일 완공하였는데, 이 건물은 강의실과 교수연구실로 활용하였다. 이후 신관 C동과 유월관이 완공되면서 학생들의 동아리방으로 활용되었다. 더불어 부산여자대학이 4년제로 인가된 당시부터 미술학과가 설치되었는데, 이외에 산업미술학과, 공예학과 등이 설치되면서 미술계열의 학과가 대폭 확대되었는데, 이러한 학과 증설과 증과에 따른 학생 수의 증가와 실습의 특수성 때문에 옛 부일여자중학교 운동장 서편에 별관을 세우게 되었다. 1981년 12월 7일에 기공한 별관은 5층 규모로 1985년 10월 2일에 완공되었고, 현재의 미술관 건물과 유사한 기능을 하게 되었다.
1981년 10월 20일 교육학과의 인가와 학과개편, 의류학과 신설 등 대학이 발전기를 맞이하면서 학교 당국은 학생들의 복지를 위한 요구를 법인 측에 제기하여 5층 규모의 유월관이 건립되었다. 유월관은 현재의 학생회관인 화랑관과 유사한 기능을 하던 건물로서, 총학생회를 비롯한 각종 위원회의 본부와 학보사 등이 자리잡고 있었고 교수식당과 학생식당, 소비조합(매점), 합동강의실, 교수연구실 등이 자리잡고 있었다. 또한 백양캠퍼스로의 조성 계획이 수립되고, 백양캠퍼스의 미술관 등이 1988년에 착공하는 등 캠퍼스 이전이 현실화되면서 연산캠퍼스에는 새로운 건물을 건립할 수 없게 되었는데, 이러한 상황에서도 학생 수가 끊임없이 증가하면서 그 임시조치로 조립식 2층 건물인 전시관이 1989년 4월 4일에 건립되었다. 이 건물에는 학과사무실과 여성문제연구소 등의 각종 연구실, 학생회 간부실 등이 자리잡았다.
체육관 앞에는 부산 시내 대학에서 가장 넓은 구내식당을 설치하기도 했다. 또한 옛 식당 건물을 활용하여 한국무용실을 갖추었으며 본관 건물 5층에는 음악감상을 위한 24평 규모의 음악감상실이 설치되기도 했다. 더불어 부산대학교와 동아대학교에 이어 부산에서는 세 번째로 설치된 부산여대 우체국은 1980년 동래우체국 예하로 설치되었는데, 현재는 괘법동 캠퍼스 인문관에 위치하고 있으며 2014년부터는 금융업무 수요의 감소로 우편국으로 전환하여 운영되고 있다.
이렇게 연산캠퍼스는 도서관을 비롯해 총 9개 동에 6,602평의 건물로 구성되어 있었다. 그러나 백양캠퍼스가 조성되면서 1991년 3월에 미술계열의 3개 학과가 이전하여 1994년 2월 25일에 음악학과가 최종적으로 이전하면서 연산캠퍼스의 9개 건물은 현재 완전히 해체되었다.

### 백양캠퍼스

백양캠퍼스 위치

백양캠퍼스 요도

신라대학교는 현재 대한민국 부산광역시 사상구 백양대로700번길 140(괘법동)에 위치한다. 이 지역은 덕포동과 일부 겹치며, 덕포동 시가지와 인접해 있다. 사상(괘법동) 시가지와는 떨어져 있으나 보행왕래권 내에 위치한다.

#### 대학 이전
대숙과 초급대학이 막 생겨난 1950년대만 해도 황령산 기슭의 연산동 일대는 부산의 변두리 지역이었다. 온천장과 서면의 중간에 위치하고 있으며, 해운대로 연결되는 교차점이었지만 도로공사가 완전히 이루어지지 않아 대학 부지에 가기 위해서는 냇물을 건너고 오솔길을 지나야 했다. 산기슭에는 여러 산마을이 산재해 있었고, 연못이 조성된 구릉지에 불과했다. 특히 휴전협정이 조인되기 전까지 제2관구 군수기지사령부에 소속된 제2보충대 포로수용소로 징발 된 곳이었기 때문에 더욱 개발되지 않은 지역이었다.
그러나 연산동 일대에 도로망이 완성되고, 동래와 서면을 잇는 주 간선도로 등이 발달하면서 연산동 캠퍼스는 자연스럽게 도심지에 위치하게 되었다. 그리고 일대에 주거지가 밀집되고, 3만평 규모의 연산동 부지를 가로지르는 도로가 개설되어 장기적인 확장이 어렵게 되었으며 또한 대학의 규모와 학생수가 증가하면서 더 이상 증축이 불가능한 상황에 다다르자, 1970년대 이후 시설 확충을 위한 대학 이전 계획을 수립하게 되었다. 당시에는 구서동 산133 일대로 이전을 계획하여 해당 지역 일부를 매입하기까지 했는데, 주위가 주거지로 묶이게 되면서 도시계획상의 차질로 실패로 돌아갔다.
하지만 지속적인 대학 부지 확보의 노력 끝에 1983년 11월 12일 북구 (현.사상구) 괘법동 산 1-1번지에 534,074평의 부지에 대해 부산여자대학 이전 도시계획 시설 결정을 신청해 승인받았고, 1차 개발면적 27만평에 대해 1985년 1월 건설부 고시로 승인 되면서 캠퍼스 이전이 진행되기 시작하였다. 이어서 1985년 4월에는 부산직할시 고시로 도시계획이 승인되면서 대학 이전이 추진되기 시작하였다.

#### 위치
현재 신라대학교가 위치한 백양캠퍼스는 부산광역시의 서쪽인 사상구 백양산 자락에 위치하며, 괘법동 산1-1번지를 위주로 덕포동에도 일부 속하고 있다. 서면 도심지로부터 서쪽으로 약 9 km가량 지점, 구포역에서 남쪽으로 7 km 지점에 위치하며 부산역으로부터는 북서쪽으로 12 km가량 떨어져 있다.
중앙고속도로 종점인 삼락 나들목으로부터 7 km 지점에 위치하며, 남해고속도로 종점 사상 나들목으로부터는 6 km 지점에 위치한다. 또한 경부선 사상역 및 서부시외버스터미널, 도시철도 2호선과 김해경전철 사상역이 보행 왕래권에 위치하며, 김해국제공항으로부터는 10 km가량 떨어져 있어 김해경전철을 통해 학교 인근으로 이동할 수 있다. 사상역, 덕포역과는 5 ~ 10분 간격으로 무료 운행되는 통학버스로 이동할 수 있으며, 이 통학버스는 캠퍼스 내부를 순환하여 운행한다. 또한 울산광역시, 양산시, 창원시, 김해시(장유)와는 역시 무료로 운행되는 시외 통학버스로 접근할 수 있다.

#### 자연환경

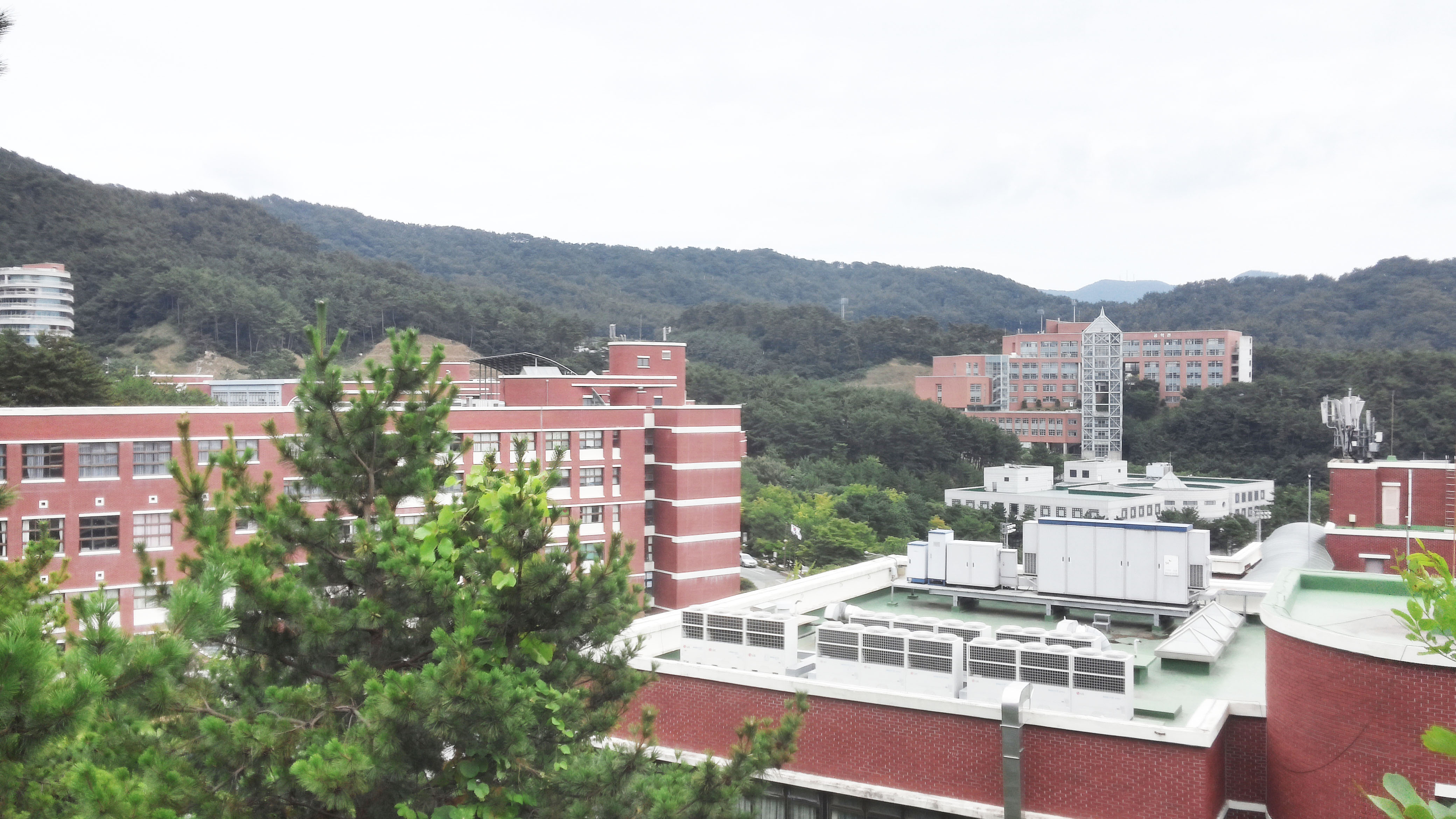
백양캠퍼스 순환도로 자연관 뒤쪽에서 공학관 방향을 바라본 모습

캠퍼스는 주로 산지로 구성되어 있으며, 수나무, 아카시아, 오리나무 등이 주종이다. 또한 능선 사이의 계곡이 위치하는데, 이 계곡은 백양산 등산로로부터 내려와 글로벌타운, 사범관, 오리연못으로 이어진다. 사범관과 상경관은 이 계곡으로 분할되며 무지개다리로 연결된다. 당초 캠퍼스 부지는 동서방향으로 경사도가 20% 이상의 급경사를 이루고 있었으며, 남북방향으로는 15% 이하의 완만한 구릉지를 형성하고 있었다. 2001년과 2004년에는 한국대학신문이 주최한 아름다운 대학캠퍼스에 선정되기도 했다.

#### 캠퍼스 조성

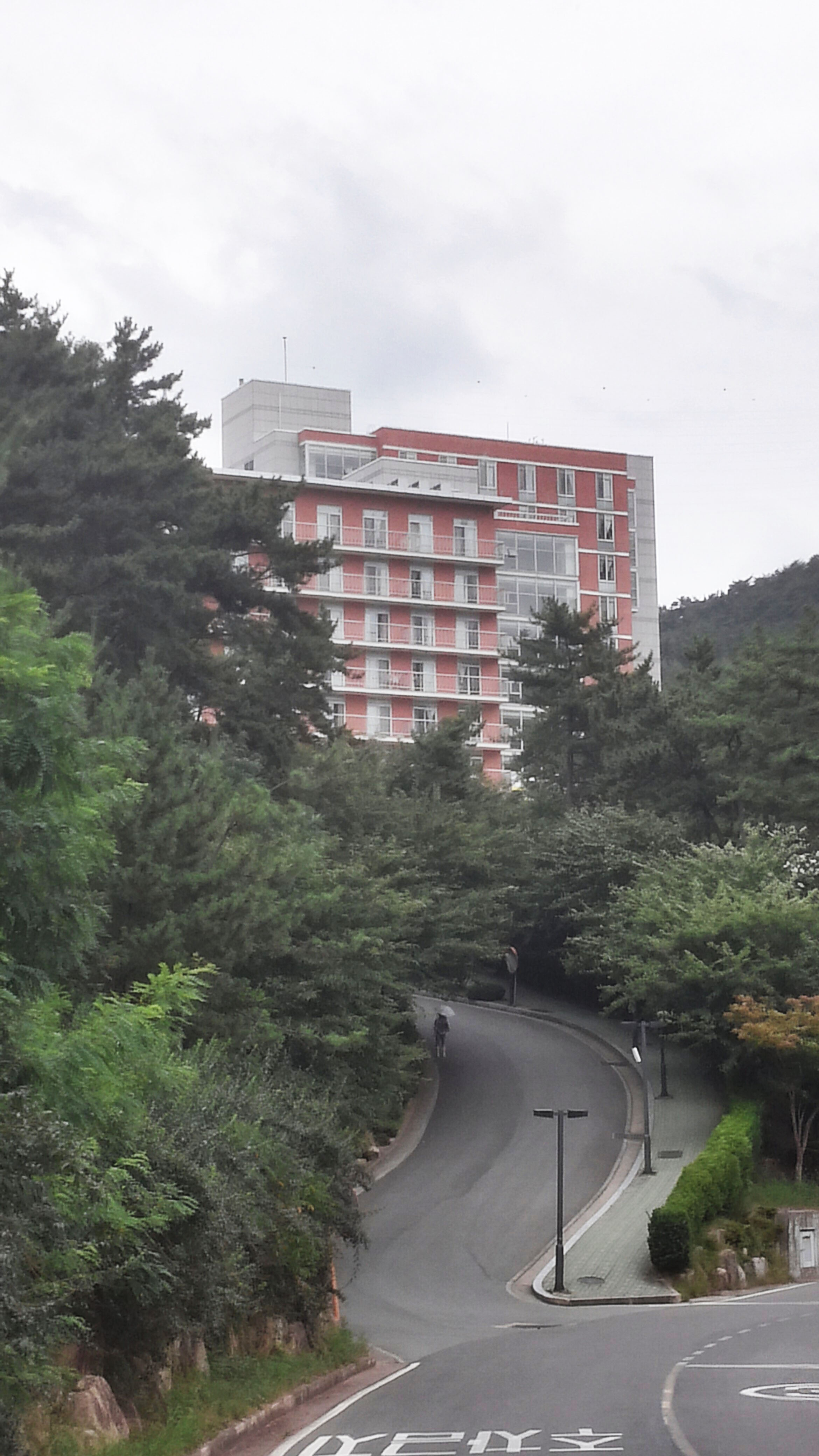
원형배치에서 가장 바깥쪽인 백양기숙사(제1기숙사)의 모습

백양캠퍼스는 원형을 기본으로 구상되었다. 1차로 조성된 미술관, 예음관, 자연관, 인문관, 사범관, 경상관은 중앙의 도서관과 소운동장을 중심으로 원형으로 배치되어 있으며, 내부 ·  외부에 순환도로가 조성되어 있다. 또한 사범관과 경상관은 직선으로 건축되어 있지만, 미술관과 예음관, 자연관, 인문관은 이러한 원형배치를 위해 건물 형태도 곡선으로 이루어져 있다. 또한 순환도로와 순환도로를 잇는 도로는 각각 순환삼거리로 연결되어 공학관 로터리, 자연관 순환삼거리가 조성되어 있다. 체육관과 백양생활관, 글로벌타운은 이러한 외부순환도로 바깥쪽에 위치하는데, 1차 조성시기와는 별도로 조성되어 당초 계획된 녹지공간을 건물로 조성한 사례이다. 미술관 뒤쪽의 외부순환도로를 통해서는 신라중학교로 진출할 수 있다.
2차로 조성된 공학관, 화랑관, 마린바이오센터, 의생명관(3호관), 대운동장, X-게임장은 1차 조성된 캠퍼스의 동쪽에 위치하며 화랑관 앞 동산을 중심으로 원형으로 조성되었다. 현재 완성되지 않았으나, 화랑관 북쪽으로 역시 원형 배열의 건물이 추가로 조성될 예정이며 이를 통해 두 번째 원형 캠퍼스가 완성될 예정이다.

#### 건물
백양캠퍼스에는 16개동의 건물과 3개의 운동장, X-게임장, 테니스장이 위치하고 있다. 1991년에 최초로 완공된 미술관 건물을 시작으로 자연관, 인문관, 사범관, 예음관 건물이 차례로 완공되었다. 이 때까지 연산캠퍼스의 모든 학과가 이전하였고, 대학본부는 인문관에 위치했다. 이후 종합정보센터(도서관)가 1996년에 준공되면서 대학본부가 종합정보센터로 이전했다. 이후에는 경상관(현재의 상경관, 1999년), 체육관(2000년)이 차례로 준공되었고 공학관(2002년), 백양관(기숙사, 2004년), 화랑관(학생회관, 2007년), 동북아비즈니스센터, 의생명관(3호관), 실습동, 글로벌타운(제2기숙사, 2009년), 글로벌타운C동 (제3기숙사2015년),종합강의동 (행정본부, 강의실, 편의점, 2016년) 현재에 이르고 있다.
향후 마스터플랜에 의하면 화랑관 뒤편에3개의 건물이, 생명관 맞은편으로 2개의 건물이, 화랑관 위쪽으로 노천극장과 4개의 건물이 새로 신축될 예정이며 상경관 위쪽으로 박영관(재단본부), 공학관 맞은편 텔레토비동산에는 박물관이 건립될 예정이다. 또한 도서관 앞 소운동장에는 기념관과 중앙극장이, 정문쪽에는 다목적홀과 골프교육장, 전산디자인센터가 자리잡을 예정이다.

## 학내 기구·부서
신라대학교는 단과대학, 대학원, 대학본부, 부속기관, 부설기관, 부설연구소, 산학협력단으로 구성된다.
| - 총장 - 총장부속실 - 대학평의원회 - 전체교수회의 - 교무위원회 - 각종 위원회 - 부총장 - 단과대학 - 대학원 - 대학본부 - 사무처 - 총무팀 - 시설관리팀 - 교육지원처 - 학사지원팀 - 학적관리팀 - 교직과정운영팀 - 학생지원처 - 학생지원팀 - 장애학생지원센터 - 사회봉사센터 - 취.창업지원팀 - 재무처 - 경리팀 - 기획조정처 - 기획예산팀 - 기획평가팀 - 기획전략팀 - 재정지원총괄사업단 - 입학관리처 - 입학관리팀 - 국제교류처 - 국제교류팀 - 대외협력실 - 대외협력팀 - 캠퍼스전략본부 - 캠퍼스전략팀 - 학부교육선진화사업단 - 창업지원단 - 대학직장예비군연대 | - 부속기관 - 도서관 - 학술정보팀 - 정보전산원 - 전자정보팀 - 박물관 - 교육혁신원 - 교수학습개발센터 - 학생상담센터 - 신라언론센터 - 진로개발센터 - 인권센터 - 생활관 - 생활관행정팀 - 부설기관 - 동래구노인복지관 - 신라한국어교육원 - 평생교육원 - 학교폭력예방회복조정센터 - 남자단기청소년쉼터 - 자유학기제지원사업단 - 사직종합사회복지관 - 사직복지관 사회복지과 - 사직복지관 재가복지봉사센터 - 사직복지관 사직클럽하우스 - 사직복지관 어린이집 - 사직복지관 직업재활시설 - 사직복지관주간노인복지센터 - 사직복지관장애인주간보호센터 - 사직복지관지역아동센터 - 사직복지관노인복지센터 - 사직복지관동래구가족센터 - 보육교사교육원 - 어린이집 - 중등교원연수원 - 교육연수원 - 노인스포츠지도사연수원 - 청소년종합지원센터 - 신라리더십센터 - 원격교원연수원 - 사상구자원봉사센터 - 국제교육원 - 아동교육연구지원센터 - 부산학센터 - 요양보호사교육원 - 장애인스포츠지도사연수원 - 글로벌비즈니스지원센터 - 창업보육센터 - 토양분석센터 - HACCP교육훈련원 - 해양I&CT센터 - 현장실습지원센터 - 기업지원센터 - 공용장비지원센터 - 창업교육센터 - 수산물종합연구센터 - IPP일학습병행제사업단 - 대학일자리플러스센터 - 기술이전센터 - 부산무인항공통합관제센터 - LINC3.0사업단 - 첨단융복합기술센터 - 지역사회협력센터 | - 부설연구소 - 여성문제연구소 - 인문과학연구소 - 사회과학연구소 - 자연과학연구소 - 교육과학연구소 - 낙동강연구원 - 부산학연구센터 - 막걸리세계화연구소 - 에너지융복합기술센터 - 부산경제교육연구소 - 해양극한미생물연구소 - 경영경제연구소 - 해양식의약소재융합기술연구소 - 디자인예술연구소 - 보건복지연구소 - 안전정책연구소 - 부산어묵연구소 - 스포츠융복합센터 - ESG경영연구소 - 산학협력단 - 산학협력단행정팀 - 산학협력단경리팀 - 산학협력단사업지원팀 - 스마트제조고급인력양성사업단 - 부처협업형혁신인재양성사업단 - 지역이공계여성인재양성사업단 - 중소기업산학협력센터 - 사상구어린이급식관리지원센터 - 강서구어린이급식관리지원센터 - 대학혁신연구단지조성사업단 - 부산항공안전보안교육원 |

## 도서관
백양캠퍼스 중앙에 위치한 종합정보센터 내 신라대학교 도서관은 1층과 2층에 자유열람실, 2층에 정기 간행물실, 3층에 대출실, 4층에 참고논문실과 점자도서실, 신문사보실 등을 갖춘 연건평 3,600평 규모로 1997년 3월 완공되어 현재에 이른다. 2014년 현재 단행본, 학위논문 등 623,981권을 보유하고 있으며, e-Book, 지도 등 비도서 21,520점, 국내/외 학술지 657종 등을 보유하고 있다.
신라대학교 도서관은 당초 부산여자대숙 숙장이었던 박해곤 숙장(현 박영학원 이사)이 사서삼경 등 한국 고전 2천여 권을 수집하여 기증함으로써 도서실로 시작되었다. 이어 1964년 4월, 초급대학이 출범할 당시에는 동양서 3,200권, 서양서 400권 등 3,600권 정도를 보유하고 있었으며 연산캠퍼스의 도서관 건물(당시 대학본부 건물) 2층 강의실 1개를 활용하였다. 이어 1966년 3월 2일부터는 도서관으로 승격하여 개관하였고, 도서관장의 임명, 사서보를 채용 등 본격적인 도서관 업무가 시작되었다. 본관이 준공된 1969년부터는 대학본부를 본관으로 이전하고 도서관에 학생열람실과 서고, 참고열람실, 관장실을 분리하여 사용하였다.

## 박물관
신라대 박물관은 1982년 3월 1일 개설되어 1984년 12월 4일 창원 삼동동 옹관묘 발굴 유물의 전시와 함께 개관하였다. 박물관에서는 유적의 지표조사, 발굴조사, 학술연구보고서 발행, 유물의 전시 및 문화강좌 등을 실시하고 있으며, 전시하고 있는 모든 유물이 구입한 것이 아닌 정식 학술조사를 통한 발굴유물이며, 중석기 시대부터 조선시대에 이르는 각 시대별 유물이 전시되어 있다는 특징이 있다.
중석기 시대, 신석기 시대의 유물로는 거창 임불리에서 출토한 중석기 시대 세석기 등 37점, 신석기 시대 즐문토기 등 49점이 각각 전시되고 있으며, 청동기 시대의 유물로는 산청군 지표 수습 마제석검 등 73점, 삼한시대 유물로는 창원 삼동동 옹관묘에서 출토한 옹관 등 91점이 전시되고 있다. 또한 삼국시대 유물로는 산청 중촌리 고분에서 출토한 고배 등 78점, 통일신라 시대의 유물 금동보살입상 등 16점, 고려시대와 조선시대의 상평통보 등 44점 등 총 388점의 유물이 전시되어 있다.
신라대 박물관에서 조사한 산청 중촌리 유적은 기원 후 4세기 중반에서 5세기 초에 걸치는 가야시대의 밀집 고분군으로, 가야 고분의 변천과정과 횡혈식 석실분의 전파경로 등 가야문화 연구에 중요한 자료를 제공하고 있으며, 창원 삼동동 유적은 기원 후 2세기 중반에서 3세기 말에 이르는 유적으로 마산만과 창원 분지를 터전으로 생활했던 삼한시대 사람들의 분묘 유적이다. 이 유적은 옹관묘를 주축으로 토관묘와 석관묘가 혼재하고 있어, 묘재의 변천과정 및 당시 사회 문화상을 이해하기 좋은 자료가 된다. 또한 거창 임불리 유적은 중석기 시대의 노천 유구와 신석기 시대, 청동기 시대의 주거지, 통일신라시대와 고려시대의 절터 등을 확인, 발굴한 곳으로 한국 고고학 사상 중석기 시대에서 고려시대에 이르는 유구가 한 유적에서 발견된 최초의 사례이다.

## 자치활동
신라대학교의 학생 자치활동은 부산여자초급대학 시기의 학생회 조직으로부터 시작된다. 초급대학 개교 직후인 1966년 5월 20일 학생회장 선거를 치렀으며, 학생회장과 부학생회장, 총무부장, 운영부장, 지도부장, 체육부장, 출판부장과 학예부장의 운영위원회가 구성되었다. 현재는 전년도 11월에 선거를 치러 구성한다. 2000년대 이후에는 자유, 복지혁명 등의 선거운동본부가 구성되어 운동권과 비운동권의 부침이 이루어졌으며 2006년경 이후로는 비운동권 학생회가 주도하게 되었고, 현재까지 55대의 학생회가 구성되어 명맥을 잇고 있다.

## 학내언론

### 신라대학보

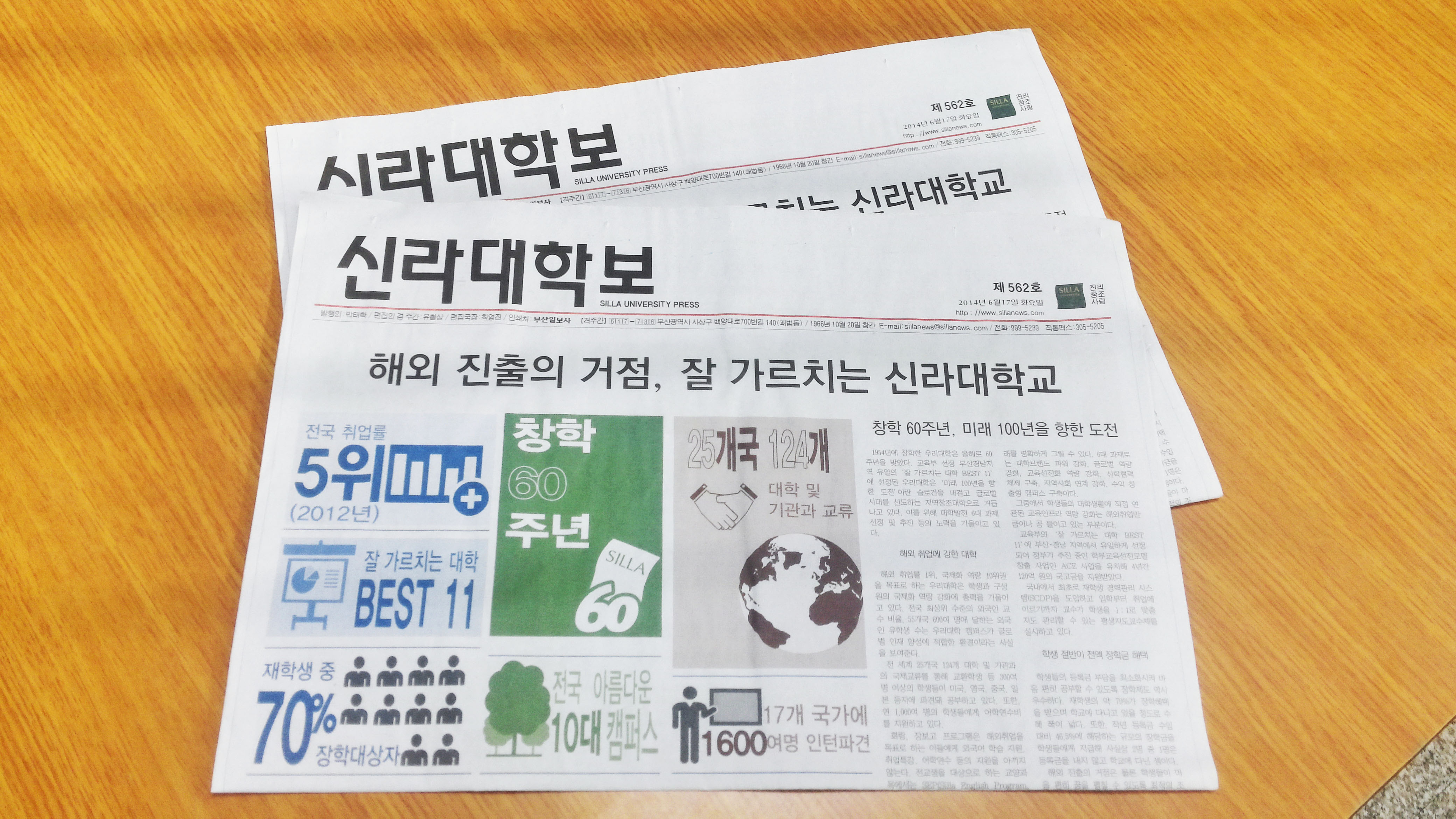
신라대학보의 모습

신라대학보사가 발간하는 신라대학교의 학보는 1966년 10월 20일, 부산여대학보를 제호로 하여 4면 국한문혼용체로 발간한 이래 지속적으로 발간해 왔다. 초창기 월간으로 발행되었으나, 1981년 5월부터 격주간으로 변경되었으며, 1985년 6월부터는 4면에서 8면으로 증면하여 현재에 이르고 있다. 1968년 3월에는 논설위원 제도를 도입하였고, 당시까지 한자로 표기되었던 제호를 1969년 4월에 한글로 변경하였다. 또한 1974년에는 편집부가 편집국으로 승격되었고, 1988년 9월에는 세로쓰기였던 편집체제를 가로쓰기로 전환하였다. 이어서 1998년에는 제호를 신라대학보로 변경하였다.
창간 당시인 1960년대와 1970년대에는 언론 자율적 성격이 다소 부족한 학교 홍보지의 역할을 담당했던 것으로 보인다. 학보의 내용도 교내 뉴스, 교수 및 학생 논단, 행사 특집, 학생 문예작품 등이 주류를 이루었고 투고하는 사람도 교수와 학생에 머물렀다. 그러다 1980년대 들어 교내를 벗어나 일반 사회나 정치 문제까지 기사로 등장하였고 외부 인사의 글도 학보의 일부를 차지하기 시작하였다. 또한 학보사는 매년 "전국 고등학생 문예작품 현상모집"을 실시중에 있는데, 최초 전국 여고생을 대상으로 하여 실시해 오다가 남녀공학으로 전환 후 고등학생 전체로 범위를 확대했다.
1990년대 들어서는 학내 분위기에 맞추어 학우 대중에 가까이 다가가는 지면을 만들기 위한 노력이 이어졌다. 이에 학내 복지, 진로, 대학 경쟁력 강화방안 등이 주종을 이루었다. 또한 남녀공학으로의 전환이 이루어진 후에는 신라대학보로 제호를 변경하여 현재에 이르고 있다.
한편 1999년에는 신라대학보가 교육부를 비판한 기사를 발행하려 하자 학보가 배부될 경우 교육부로부터 불이익을 받을 수 있다는 이유로 학보 7천여부의 배부를 중지시킨 일이 있었다. 이는 지방대학에 관한 교육정책과 학교측의 무대책을 비판하는 내용이었다.
이에 학교측은 학보 배부중지 문제를 학내 여론화 할 경우 주간교수 등 5명의 사표를 받겠다고 한 뒤, 대자보를 붙인 1999년 5월 19일, 주간교수인 송 모 교수로부터 사표를 수리해 새 주간교수로 유 모 교수를 임명했다. 학보사는 "문제의 기사가 명지대, 중앙대 등 타 대학 신문에 실린 내용과 같은 맥락인데도 학교측이 배부를 거부한 것은 학생들의 알 권리를 침해한 것"이라 주장했으며, 학교측은 "3면 기사의 내용은 그렇다치더라도 제목이 너무 자극적이어서 발행인인 총장이 배부를 중지시킨 것"이라며, "편집국장과 해당 기자 등 2명은 문책하지 않기로 했다"고 밝혔다.
이후 학교측은 학보 배부중지 4일째인 1999년 5월 21일에 기사에 대한 아무 수정 없이 학보를 배부하기로 결정했다. 이는 학보 편집위원들의 뜻에 따라 총장이 결정한 사안으로, 7천부는 이상없이 배부되었다.

### 신라

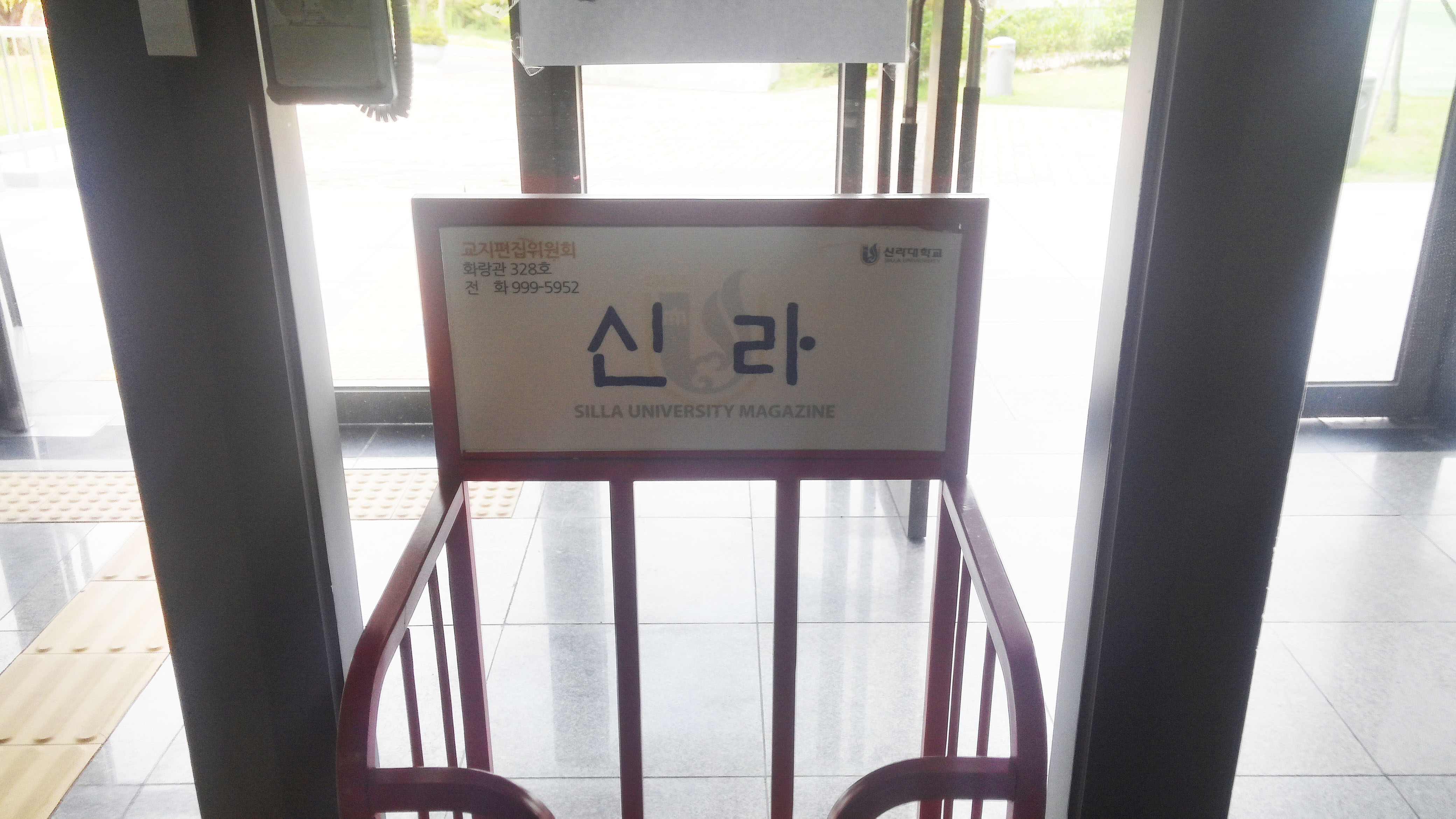
신라대학교 교지 "신라"의 화랑관 로비 배부대

1966년 4월 최초로 발간된 신라대학교의 교지는 당시 학교에서 주로 활용되었던 수련을 제호로 하여 시작되었다. 연 1권 발간되었으나, 1993년부터는 두 권씩 발간되었다. 현재는 신라로 명칭을 변경하여 발간하고 있다.
1960년대에는 초급대학 시절의 교지로, 학생논단과 실습보고, 교수논단, 시화, 수필, 창작소설 등이 주류로 논단 및 문예창작 발표지의 성격이 강하였다. 이후 1970년대에는 "민족과 역사의 증인으로서 진리와 자유를 지켜나가고 참된 대학문화의 재건이라는 절실한 사명 또한 수련의 광장에서 이룩되는 지적 활동으로부터 출발하여야겠습니다."라는 수련 8집(1973년)의 발간사와 같이 대학 문화의 재건과 지적 활동, 사회의 문제의식을 담고자 했다.
이후 1980년대에는 인간, 문화, 사회의 각 분야로 관심을 넓혀 수련 14집(1980년)에는 인간회복을, 17집(1982년)에는 인간의 탄생을 특집으로 다루고 18집(1983)에서는 인간을 특집으로, 부산문화 진단을 기획으로 다루었다. 또한 20집(1985)에서는 자유와 도시, 농촌을 특집으로 다루는 등 점차 관심이 사회 각 분야로 넓어짐을 알 수 있다. 또한 1985년 학생회의 부활, 1987년 민주화운동 등을 겪으면서 인간, 노동, 여성해방, 통일, 학내민주화 등의 이슈로 시각이 다양해지기도 했다.

### 방송국
교내 교육방송국은 부산여자초급대학 신문방송학과가 개설된 1965년 2월 1일에 개국하였다. "뜨거움, 그리고 사랑"이라는 국훈 아래 실시되고 있으며, 호출부호는 SLUB(SilLa University Broadcast)로, 부산여자대학 시절 사용되었던 PWUB(Pusan Woman's University Broadcast)를 남녀공학 개편을 맞아 1998년 3월 2일에 변경한 것이다.

## 교육과정
신라대학교의 교육과정은 교양과정, 전공과정, 교직과정, 자유선택과목, 공학인증과정으로 구분하여 운영된다. 교양과정은 기본적 소양을 함양하기 위한 과정이며, 전공과정은 과목 특성과 과목 상호간의 이수 순차 등을 충분히 고려하여 편성된 교과과정이다. 교직과정은 중등학교 2급 정교사, 사서교사, 영양교사, 보건교사, 특수학교 교사 자격증의 취득을 위한 교과과정이며, 공학인증과정은 공학교육인증에 참여하기 위한 이수과목이다. 기타 관련이 없거나 자유선택으로 인정하는 과목은 자유선택과목으로 인정한다.
교양교육과정은 기초필수교양과 선택교양과목으로 구분하며, 기초필수교양은 세계화, 실용화, 인간화 영역으로 구분하여 이수한다. 세계화 영역에서는 학교에서 개발한 교육프로그램인 SEP(Silla ENGLISH Program), SJP(Silla JAPANESE Program), SCP(Silla CHINESE Program)을 이수하게 되며 각 언어별로 3개 단계가 개설된다. 또한 전공과정은 다전공(복수전공, 연계전공)을 하는 경우 복수의 학위를 인정하며, 부전공은 개설 과목 중 21학점을 이수하면 부전공으로 인정한다. 주전공으로만 졸업하는 경우에는 다전공, 부전공자보다 많은 학점을 이수해야 하며, 78학점 이상 이수할 경우 심화과정 이수자가 된다. 조기졸업 대상이 아닌 인원은 4년제 학과는 8학기 이상, 5년제 학과인 건축학부 건축학전공은 10학기 이상 등록해야 졸업할 수 있다.

### 학부 개설과정
2015년 학부 개편으로 9개의 단과대학과 1개의 독립학부가 운영되고 있다. 이번 개편으로 지리학과, 철학과, 공예학과가 폐지되었다.
|  | - 문예창작비평학과 | - 영어과   | - 역사문화학과 | - 문헌정보학과 |            |
|  | - 공공인재학부     | 행정학전공 | 법학전공       | 경찰학전공     | 한국학전공 |

|  | - 국제학부     | 일어일본학전공       | 중어중국학전공   | 국제관계학전공 |
|  | - 국제관광학부 | 국제관광전공         | 호텔조리학과전공 |                |
|  | - 국제통상학부 | 금융부동산경제학전공 | 무역물류학전공   |                |

|  | - 세무회계학과 | - 광고홍보학과 |                |  |
|  | - 경영학부     | 경영학전공     | 경영정보학전공 |  |

|  | - 메카트로닉스공학부 | 자동차기계공학전공 | 전자공학전공       |                    |
|  | - 에너지융합공학부   | 신소재공학전공     | 에너지환경공학전공 | 에너지응용화학전공 |
|  | - 컴퓨터정보공학부   | 컴퓨터공학전공     | IT전공             |                    |

|  | - 보건행정학과 | - 간호학과     | - 물리치료학과   | - 치위생학과 |
|  | - 사회복지학부 | 사회복지학전공 | 실버케어복지전공 |              |
|  | - 웰빙체육학부 | 체육학전공     | 특수체육전공     |              |

|  | - 생명과학과     |                |                  |  |
|  | - 바이오산업학부 | 제약공학전공   | 식품공학전공     |  |
|  | - 사회복지학부   | 사회복지학전공 | 실버케어복지전공 |  |

|  | - 교육학과   | - 유아교육과 | - 국어교육과 | - 일어교육과   |
|  | - 영어교육과 | - 역사교육과 | - 수학교육과 | - 컴퓨터교육과 |

|  | - 실내디자인학과 | - 패션산업디자인학과 | - 산업디자인학과 | - 시각디자인학과       |
|  | - 무용학과       | - 음악학과           | - 미술학과       | - 귀금속보석디자인학과 |

|  | 경영학전공 | 뷰티비지니스전공 | 에너지관리전공 |  |

### 석·박사 개설과정
대학원 석사과정은 4개 대학원으로 운영되며, 교육학과 사회복지분야 박사과정은 일반대학원에 개설된다.
|  | - 한국어문학과   | - 일어일문학과 | - 기록관리학과     | - 법학과           | - 에코환경산업디자인학과 |
|  | - 행정학과       | - 국제지역학과 | - 사회복지학과     | - 가족학과         | - 관광경영학과           |
|  | - 경영학과       | 경영학전공     | 경영정보학전공     | 회계학전공         | - 체육학과               |
|  | - 광고홍보학과   | - 무역학과     | - 경제학과         | - 식품영양학과     | - 의류학과               |
|  | - 생명과학과     | 생물과학전공   | 바이오식품소재전공 |                    |                          |
|  | - 전자재료공학과 | - 물리치료학과 | - 간호학과         | - 컴퓨터정보공학과 | - 환경공학과             |
|  | - 건축학과       | - 전자공학과   | - 자동차기계공학과 | - 생명공학과       | - 에너지응용화학과       |
|  | - 미술학과       | 동양화전공     | 서양화전공         | 조소전공           | 미술이론전공             |
|  | - 음악학과       | 성악전공       | 피아노전공         | 관현악전공         | 작곡전공                 |
|  | - 무용학과       | 한국무용전공   | 현대무용전공       | 발레전공           |                          |
|  | - 디자인학과     | 디자인전공     | 공예전공           | 만화애니메이션전공 |                          |

|  | - 국어교육전공   | - 영어교육전공 | - 일어교육전공 | - 컴퓨터교육전공 | - 상담심리전공                |
|  | - 도서관교육전공 | - 교육행정전공 | - 유아교육전공 | - 수학교육전공   | - 외국어로서의 한국어교육전공 |
|  | - 영양교육전공   | - 체육교육전공 |                |                  |                               |

|  | - 여성학과 | - 사회복지학과 | - 가족상담학과 | - 미술치료학과 |  |

|  | - 리더십학과 |

| \| \| - 한국어문학과 \| - 영어영문학과 \| - 일어일문학과 \| - 법학과 \| - 행정학과 \| \| \| - 국제지역학과 \| - 사회복지학과 \| - 가족학과 \| - 통상경제학과 \| - 유아교육학과 \| \| \| - 경영학과 \| 경영학전공 \| 경영정보학전공 \| 회계학전공 \| \| \| \| - 교육학과 \| 교육철학및교육사전공 \| 교육평가전공 \| 교육공학전공 \| 상담심리전공 \| \| \| \| 교육행정전공 \| 국어교육전공 \| 영어교육전공 \| 일어교육전공 \| \| \| \| 도서관교육전공 \| 컴퓨터교육전공 \| 수학교육전공 \| \| |                |                      |                |                |                |
| | - 한국어문학과 | - 영어영문학과       | - 일어일문학과 | - 법학과       | - 행정학과     |
| | - 국제지역학과 | - 사회복지학과       | - 가족학과     | - 통상경제학과 | - 유아교육학과 |
| | - 경영학과     | 경영학전공           | 경영정보학전공 | 회계학전공     |                |
| | - 교육학과     | 교육철학및교육사전공 | 교육평가전공   | 교육공학전공   | 상담심리전공   |
| |                | 교육행정전공         | 국어교육전공   | 영어교육전공   | 일어교육전공   |
| |                | 도서관교육전공       | 컴퓨터교육전공 | 수학교육전공   |                |

## 특화 분야 및 각종 특성화 사업

### 부산 유일의 사립 사범대학 보유
신라대학교는 부산대학교를 제외하고 부산광역시 내 사립대학 중 유일하게 사범대학을 보유한 대학 으로, 4년제 대학으로 시작한 1970년대 이래로 교육학 ·  국어 ·  영어  ·  수학 ·  역사 ·  일본어 ·  컴퓨터 ·  유아교육의 각 전공이 두루 설치되어 있다. 부산여자대숙으로 개교 당시부터 보육에 관심을 가져 유치원을 개설하려 했었으며(초급대학 시기 개설), 여느 사립대와는 달리 일찍이 부속 중등학교를 설치하였고(초급대학 개교 4년 후인 1968년 부일여자중학교 개교), 부산여자초급대학에서 4년제로 승격을 신청할 때 일반대학이 아닌 "부산여자사범대학"으로 인가를 신청하기도 했다(교사 수급정책과 관련하여 계획대로 인가되지 못함).
또한 신라대학교 사범대학은 사립 사범대학 졸업(예정)자, 비사범계 학과 졸업(예정)자를 대상으로 1977년부터 실시된 중등교사 순위고사에서 초창기부터 우수한 성적을 보였다. 이는 여대로서 교직을 선호함과 동시에 비사범계 학과 재학생 중 90% 이상이 교직과정을 이수하고 있었던 특성에 기인한 것으로 보인다. 1977년에는 42명이 지원하여 90% 이상이, 1978년에는 29명이 합격, 1979년에는 경남 지역에서 지원자 40명 중 36명이 합격하였고, 당시 부산 지역에서 수석과 차석을 배출하기도 했다. 1980년에는 112명이 합격하는 등 1980년대 들어서는 교원수급 정책과 맞물려 신청자의 90% 이상, 100여명 이상의 합격자가 배출되기도 했으며, 선발예정 교원 인원 수가 급감한 최근에도 연 30, 40여명 이상의 합격자가 배출되고 있다.
수험 지원시설인 제1정진관, 제2정진관 등을 비롯해 사범대학에서 주관하는 각종 임용시험 대비 특강 등 학교측의 지원에 의해 80% 이상의 인원들이 2개 이상의 중등교사 자격증을 취득하고 있으며, 부산광역시 내 유일하게 설치된 일어교육과의 경우 부산지역 합격자의 대부분이 신라대학교 출신이다. 또한 교육부가 실시하는 사범대학 평가에서 지속적으로 "우수" 이상의 평가를 받기도 했으며, 최근 평가에서는 A ~ C 등급 중 B등급(현행유지)을 받았다.
최근 취업률 하락에 따른 사범대학의 경쟁력 강화를 위해 국어교육과와 영어교육과, 수학교육과가 "신라 창의융합형 교육인재양성사업단"을 발족하여 국어, 영어, 수학의 교과융합형 교육자 양성과 다문화융합형 교육자를 양성하고 있으며, 교육부에서 주관하는 지방대학 특성화 사업에 선정되어 해외 교육탐방, 해외 교육실습 등을 실시하고 있으며 참여하는 학생들에게는 포인트제를 통해 전액 장학금을 지급하고 있다.

## 국제 교류-협력 사업
1985년 5월 25일 중화민국에 있는 실천가정경제대학과의 자매결연을 시작으로 1987년 6월 23일에는 미국 린치버그대학과의 자매결연 등 많은 해외 학교와의 자매결연이나 학술교류가 이어져 왔다. 특히 2001년 이후 국제교류, 협력사업을 적극적으로 계획하여 2002년 9월에는 국제교류부(현재 국제교류팀)를 설치하여 구체적으로 실천해 왔다. 주로 해외 자매대학의 확대, 외국인 교수의 확충, 외국인 유학생의 유치, 다양한 국제교류 프로그램 개발 등으로 성과가 나타나고 있다.

신라대학교 국제교류처(https://global.silla.ac.kr/global/)
신라대학교 국제교류처 블로그(https://silla-korea-abroad.tistory.com/)
| - 중국 - 화남사범대학 - 임기사범대학 - 남화공상학원(한국어교육센터 개원) - 대외경제무역대학 - 요녕사범대학 - 동북사범대학 - 상해사범대학 - 상해상학원 - 청도농업대학 - 청도이공대학 - 부신고등전과학교 - 치박직업학원 - 하북이공대학 - 청도국기외국어학교 - 하북대학 - 광동해양대학교 - 흑룡강민족직업기술학원 - 임기대학 - 대련민족학원 - 지주학원 - 중화민국 - 실천가정경제대학 | - 일본 - 일본대학 - 동경학예대학 - 혜천여학원대학 - 지학관대학 - 훼리스여학원대학 - 오사카명정대학 - 후쿠오카대학 - 시모토세키시립대 - 군마대학 - 무사시노미술대학 - 교토공예섬유대학 - 훼리스대학 - 나가사끼대학 - 서일본공업대학 - 필리핀 - 산토토마스대학 - 세부대학 - 유피대학 - 필리핀대학(딜리만) - 태국 - 버라파대학 - 쏭끌라대학 | - 캄보디아 - 파나사스트라대학(한국어교육센터 개원) - 베트남 - 하노이국립사범대학 - 말레이시아 - 선웨이대학 - 터키 - 빠띠히대학 - 영국 - 시티대학 - 웨일즈대학 - 독일 - 파더본대학 - 호주 - 그리피히대학 - 모나쉬대학 - 우즈베키스탄 - 니자미타슈켄트주립사범대학 - 캐나다 - 세인트마리대학 - 미국 - 린치버그대학 - 캘리포니아주립대(센크라멘토) - 애틀란타주립대(복수학위제도 협정 체결) |

## 사진

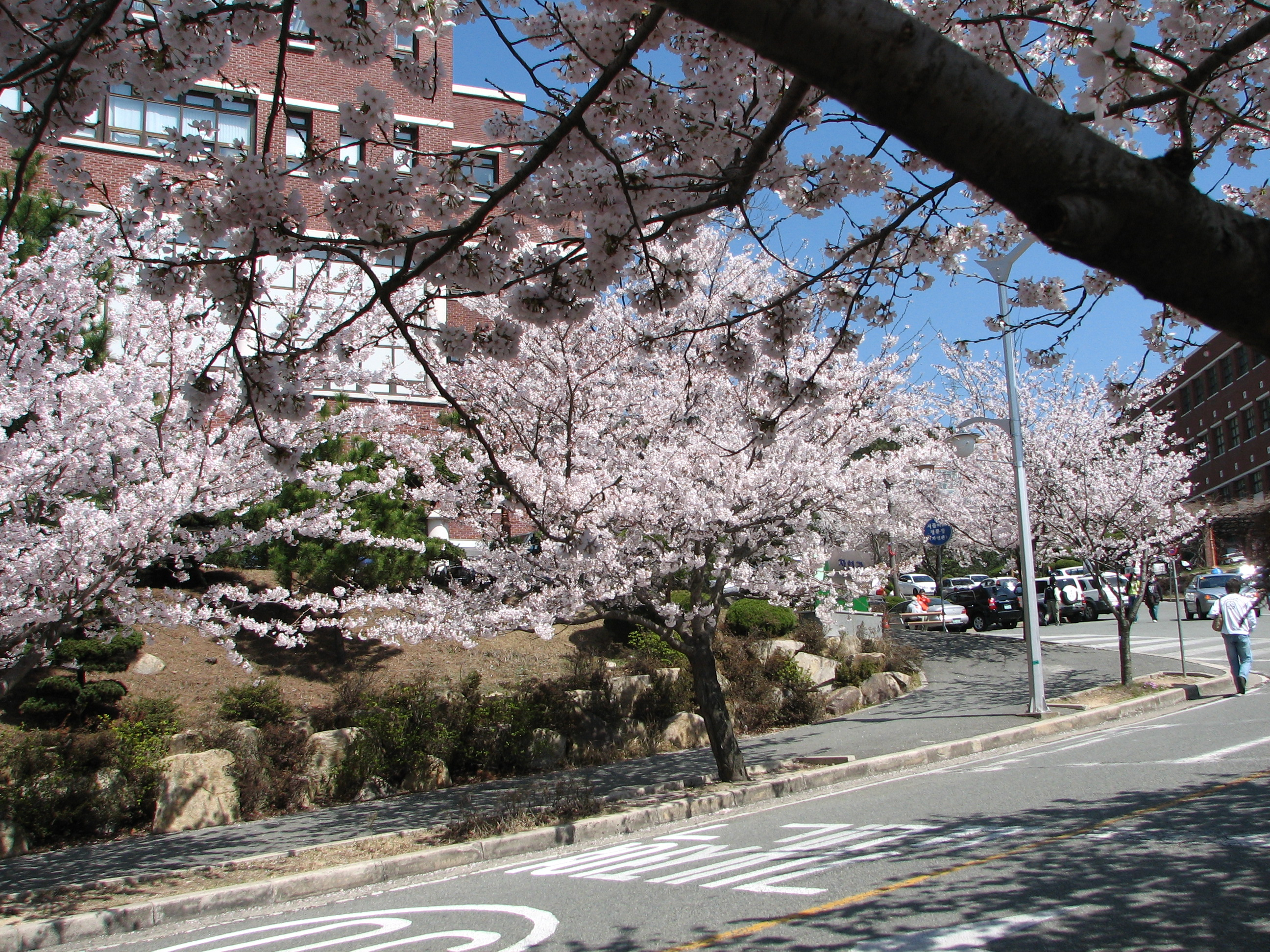
벚꽃나무 사이의 신라대학교

## 같이 보기
- 신라중학교
- 정홍섭
- 윤진숙